# نیکوت (اکلاهما)
نیکوت(به انگلیسی: Nicut) شهری در ایالت اکلاهما کشور ایالات متحده آمریکا است که جمعیت آن در سرشماری سال ۲۰۱۰ میلادی، ۳۶۰ نفر بوده‌است.